# Alberto Marcos Rey
Pour les articles homonymes, voir Rey.
Alberto Marcos Rey est un footballeur espagnol né le 15 février 1974 à Camarma de Esteruelas.

## Palmarès
- Real Madrid C.F.
  - Champion d'Espagne en 1995.
- Real Valladolid
  - Champion de Segunda Division en 2007.